# Área metropolitana de Tulsa

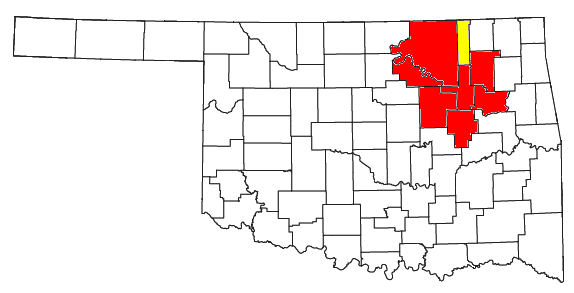
Mapa del estado de Oklahoma con el área metropolitana de Tulsa resaltada en rojo y el condado de Washington en amarillo, con el que forma el Área Estadística Metropolitana Combinada de Tulsa-Bartlesville CSA.

El Área Metropolitana de Tulsa, también conocida como Gran Tulsa (en inglés Greater Tulsa), Condado Verde (en inglés Green Country) y oficialmente como Área Estadística Metropolitana de Tulsa MSA según la denominación utilizada por la Oficina del Censo de los Estados Unidos; es un Área Estadística Metropolitana centrada en la ciudad Tulsa, estado de Oklahoma, Estados Unidos. 
Cuenta con una población de 937.478 habitantes según el censo de 2010.

## Composición
Los 7 condados del área metropolitana y su población según los resultados del censo 2010:
- Creek – 69.967 habitantes
- Okmulgee – 40.069 habitantes
- Osage – 47.472 habitantes
- Pawnee – 16.577 habitantes
- Rogers – 86.905 habitantes
- Tulsa – 603.403 habitantes
- Wagoner – 73.085 habitantes

## Principales ciudades del área metropolitana
La ciudad principal es Tulsa con aproximadamente 390.000 habitantes, otras comunidades con más de 10 000 habitantes, ordenadas en modo decreciente según su cantidad de habitantes son Broken Arrow, Bartlesville, Owasso, Sand Springs y Sapulpa.